# Mala Goba
Mala Goba – wieś w Słowenii, w gminie Litija. W 2018 roku liczyła 24 mieszkańców.